# Opisthacantha americana
Opisthacantha americana är en stekelart som först beskrevs av William Harris Ashmead 1893.  Opisthacantha americana ingår i släktet Opisthacantha och familjen Scelionidae. Inga underarter finns listade i Catalogue of Life.